# Krzysztof Jędrzejko
Krzysztof Andrzej Jędrzejko (ur. 10 października 1945 w Kozach, zm. 17 czerwca 2012 w Sosnowcu) – prof. zw. dr hab. nauk biologicznych, polski botanik-briolog, geobotanik oraz specjalista w zakresie botaniki farmaceutycznej i zielarstwa ogólnego. Autor szeregu opracowań brioflory i flory leczniczej Śląska i Małopolski, a szczególnie Górnośląskiego Okręgu Przemysłowego – a także poeta. Syn Franciszka i Katarzyny z Gacków, ojciec amerykanisty Pawła Jędrzejki i lekarza Macieja Jędrzejki (twórcy i wokalisty zespołu Banana Boat) – oraz małżonek językoznawczyni Ewy Jędrzejko.

## Życiorys
W 1963 ukończył I Liceum Ogólnokształcące im. Mikołaja Kopernika w Bielsku-Białej i rozpoczął studia na Wydziale Biologii i Nauk o Ziemi Uniwersytetu Jagiellońskiego w Krakowie. W czasie studiów uczestniczył w pracach Studenckiego Koła Naukowego Biologów, w tym przez dwa lata (1966–1968) jako przewodniczący Sekcji Botanicznej. W okresie studiów był członkiem Zrzeszenia Studentów Polskich, a w roku akademickim 1966/1967 został wybrany na rok „Wielkim Mistrzem Bractwa Żakowskiego”, działającego wówczas jako agenda Rady Okręgowej ZSP w Krakowie. Dyplom magistra biologii w zakresie botaniki uzyskał 15 czerwca 1968 roku. Pracę magisterską Flora mszaków obszarów andezytowych w okolicach Pienin przygotował pod kierunkiem prof. dra Bronisława Szafrana. 
Po ukończeniu studiów odbył roczny staż naukowo-dydaktyczny w Katedrze Systematyki i Geografii Roślin Wydziały Biologii i Nauk o Ziemi Uniwersytetu Jagiellońskiego pod kierownictwem prof. dra Jana Kornasia (1968-1969); w 1975 r. przebywał na półrocznym stażu specjalistycznym z zakresu briologii w Instytucie Botaniki UMCS w Lublinie pod kierownictwem prof. dra Kazimierza Karczmarza. Na podstawie dysertacji Ekologia i rozmieszczenie mszaków w Górnośląskim Okręgu Przemysłowym, której promotorem był doc. dr hab. Krzysztof Rostański, 14 czerwca 1976 uzyskał stopień naukowy doktora nauk przyrodniczych. Promocja miała miejsce w Instytucie Botaniki Wydziału Biologii i Ochrony Środowiska Uniwersytetu Śląskiego. 
Na tym samym wydziale 30 czerwca 1986 r. odbyło się kolokwium habilitacyjne Jędrzejki; recenzentami rozprawy Wątrobowce (Hepaticopsida) Górnośląskiego Okręgu Przemysłowego i Leśnego Pasa Ochronnego na Wyżynie Śląskiej wobec antropopresji byli profesorowie Jerzy Fabiszewski, Kazimierz Karczmarz i Krzysztof Rostański. 24 listopada 1986 r. Centralna Komisja Kwalifikacyjna zatwierdziła stopień doktora habilitowanego nauk przyrodniczych w zakresie botaniki. W 1991 r. został mianowany na stanowisko profesora nadzwyczajnego Śląskiego Uniwersytetu Medycznego (wówczas jeszcze Śląskiej Akademii Medycznej), a 30 listopada 2001 uzyskał tytuł profesora nadzwyczajnego dr hab. nauk biologicznych i z dniem 1 lipca 2001 r. mianowanie na stałe na stanowisko profesora nadzwyczajnego w ŚUM przez J.M. Rektora tej uczelni. 
Od 1982 r. Jędrzejko był kierownikiem Pracowni Botaniki Farmaceutycznej i Leku Roślinnego, a w latach 1989-1993 pełnił funkcję kierownika Zakładu Botaniki Farmaceutycznej. W 1994 r. został powołany na stanowisko kierownika Katedry i Zakładu Botaniki Farmaceutycznej i Zielarstwa ŚUM. W latach 1993–1999 był również pracownikiem filii Politechniki Łódzkiej w Bielsku-Białej na stanowisku profesora. W latach 1993–1996 pełnił funkcję Prodziekana Wydziału Farmaceutycznego i Oddziału Analityki Medycznej Śląskiego Uniwersytetu Medycznego w Sosnowcu. Ponadto pełnił funkcje członka Senackiej Komisji ds. wydawnictw (dwie kadencje od 1993 r.), Odwoławczej Komisji Dyscyplinarnej dla Studentów Śląskiego Uniwersytetu Medycznego (od 1996), rzecznika ds. Studentów (od 1993 r.) oraz przez wiele lat uczestniczył w działalności różnych komisji Wydziałowych, m.in. ds. programu nauczania. 
30 listopada 2001 roku Jędrzejko uzyskał tytuł profesora nauk biologicznych.

## Działalność naukowa
Dorobek naukowy Krzysztofa Jędrzejki obejmuje łącznie 441 opracowań (w tym jako autor lub współautor). Z tej liczby opublikowanych zostało 414 pozycji, w tym: 186 artykułów naukowych i przeglądowych, 9 monografii oraz 6 podręczników i 6 skryptów dla studentów kierunków biologicznych (botanicznych, zielarskich, rolniczych i leśnych) oraz farmaceutycznych i kosmetologii, 62 naukowe wydawnictwa zielnikowe, 52 inne publikacje (m.in. oryginalne komunikaty naukowe, artykuły naukowe i propozycje (projekty) ochrony obiektów przyrodniczych, artykuły (doniesienia) geobotaniczne, doniesienia briologiczne – bioindykacja i zagrożenia antropopresyjne, referaty i wykłady na sympozjach i sesjach naukowych i in.), 72 artykuły popularnonaukowe, 17 recenzji i 4 artykuły okolicznościowe (jubileusze) oraz 27 nieopublikowanych prac (w tym: prace przyjęte do druku, ekspertyzy, strony internetowe i in.). Niezależnie, opracował kilkanaście obszernych ekspertyz botanicznych, dotyczących obiektów prawnie chronionych lub zaplanowanych do takiej ochrony, nie przeznaczonych do druku.
Zakres tematyczny prac Jędrzejki dotyczy czterech głównych dziedzin przyrodoznawstwa – 1) florystyki i fitosocjologii roślin naczyniowych; 2) mszaków (briologia) ze szczególnym uwzględnieniem ich zasobów naturalnych w Polsce Południowej oraz 3) analizy zasobów i specyfiki farmakologicznej roślin leczniczych, a także 4) badań geobotanicznych i projektowania i waloryzacji obiektów chronionych (rezerwaty przyrody, użytki ekologiczne itp.).  

### Monografie (wybór)
- Jędrzejko K. 1985 a. Wątrobowce (Hepaticopsida) Górnośląskiego Okręgu  Przemysłowego  i  Leśnego  Pasa  Ochronnego  na  Wyżynie Śląskiej  wobec antropopresji. ŚAM w Katowicach, Katowice - Sosnowiec, rozprawa habilitacyjna, ss. 174.
- Jędrzejko K.  (red. i wsp.) 1985 b. Ocena naturalnych zasobów roślin leczniczych  metodami  geobotanicznymi. Praca zbiorowa. ŚAM w Katowicach, Katowice, ss. 233.
- Jędrzejko K. 1986. Brioflora i zbiorowiska mszyste Górnośląskiego Okręgu Przemysłowego na tle zróżnicowania ekologicznego siedlisk i szaty roślinnej. Prace Nauk. UŚ nr 802.Acta Biol. Sil. 2 (19): 7 - 45.
- Jędrzejko K. 1990. Mchy (Bryopsida) Górnośląskiego Okręgu Przemysłowego  i  Leśnego Pasa Ochronnego wobec antropopresji. Prace  i  Studia t. 39 pod  red.  S. Godzika  Kom.  Inż.  Środ.  PAN, Warszawa-Zabrze, Ossolineum,  ss. 264.
- Jędrzejko K. 2001. Medicinal Plants and Herbal Materials in  use in Poland: A Check List - Wykaz roślin i surowców leczniczych stosowanych w  Polsce. Śląska Akademia Medyczna w  Katowicach, Katowice, pp. 393.
- Jędrzejko K. (kierow. i wsp.)  1997.  Rośliny naczyniowe istniejących i proponowanych rezerwatów przyrody Makroregionu Południowego Polski ze szczególnym uwzględnieniem zasobów naturalnych flory leczniczej. Praca zespołowa - autorzy: J. Żarnowiec, K. Jędrzejko, H. Klama, Śląska Akademia Medyczna w Katowicach, Katowice, ss. 103.
- Jędrzejko K. (wsp. z: Żarnowiec  J.,  Klama  H.)  1991/92. Rośliny lecznicze  rezerwatów  przyrody (istniejących i proponowanych) województwa  katowickiego.  Archiwum  Ochr. Środ. PAN, Zabrze,  3-4:115-144.
- Jędrzejko K. (wsp. z:  Klama H., Żarnowiec J.) 1999. Mszaki naziemne w strukturze zbiorowisk roślinnych rezerwatów przyrody Makroregionu Południowego Polski, Politechnika Łódzka filia w Bielsku-Białej, Bielsko-Biała, ss. 236
- Rahmanow O., Jędrzejko K., Majgier L. 2010. The secondary succesion in the area of abandoned cemeteries in Northern Poland. “Landscape - Theory and Practice”. The 15th International Symposium on Problems of Landscape Ecological Research September 29th - October 2nd, 2009. Bratislava, Slovak Republik

### Podręczniki i skrypty (wybór)
- Jędrzejko K. 1993. „Wprowadzenie” oraz „Obiekty botaniczne Sosnowca wykorzystywane w dydaktyce”. [W:] A. Stebel, J. Żarnowiec, H. Klama: Przewodnik do ćwiczeń terenowych z botaniki - skrypt dla studentów farmacji i kierunków pokrewnych. Śląska Akademia Medyczna w Katowicach, Katowice; s. 5-8 oraz 65-72.
- Jędrzejko K.  (red. i wsp.) 1994. Przewodnik botaniczny po wybranych rezerwatach przyrody Makroregionu Południowego Polski. Wyd. 2, Śl. Akad. Med. w Katowicach, Katowice, ss. 79 + tabl., + fot.
- Jędrzejko K., Klama H. 1993. Zagadnienia z botaniki farmaceutycznej i zielarstwa ogólnego. Śl. Akad. Medyczna w Katowicach, Katowice ss. 233.
- Jędrzejko K. (red. nauk. i wsp.), Klama H., Żarnowiec J. 1997. Zarys wiedzy o roślinach leczniczych. Opracowanie zespołowe pod red. K. Jędrzejko. Śl. Akad. Med. w Katowicach, Katowice, ss. 697.
- Jędrzejko K.  1998. Zarys wiedzy o roślinach leczniczych. Część II - Atlas.  ŚAM w Katowicach, Katowice, ss. 90.

### Najważniejsze osiągnięcia naukowo-badawcze
Najistotniejsze osiągnięcia w pracy naukowo-badawczej Krzysztofa Jędrzejki to zbadanie metodami geobotanicznymi (florystyka, fitosocjologia) zróżnicowania gatunkowego i specyfiki zasobów genowych roślin leczniczych istniejących i projektowanych rezerwatów przyrody Makroregionu Południowego Polski (ok. 80 obiektów); przedstawienie w formie leksykograficznej wykazu roślin i surowców leczniczych stosowanych w Polsce (ponad 2160 haseł; 2001 r.); określenie zasobów naturalnych flory mszaków (mchy i wątrobowce) obszaru Wyżyny Śląskiej i terenów przyległych; zbadanie udziału gatunkowego mszaków oraz ich znaczenia strukturalnego i ekologicznego w zespołach i zbiorowiskach roślin naczyniowych terenów naturalnych i półnaturalnych Makroregionu Południowego Polski (kier. grantu KBN; wsp. z H. Klamą i J. Żarnowcem); autorskie projekty powołania rezerwatów przyrody i użytków ekologicznych, ekspertyzy specjalistyczne dotyczące obiektów leżących głównie w woj. śląskim, a pojedynczych w opolskim i małopolskim.

## Działalność organizacyjna
Od 1968 roku Krzysztof Jędrzejko pełnił wiele funkcji służbowych między innymi jako członek różnych komisji senackich i wydziałowych, jako członek krajowych i zagranicznych towarzystw naukowych, a także jako członek środowiskowych rad naukowych, kolegiów oraz rad redakcyjnych czasopism naukowych, recenzent opracowań badawczych do druku oraz grantów MNiI (KBN).

## Działalność popularyzatorska i społeczna
Przez wiele lat swojej działalności Krzysztof Jędrzejko był opiekunem studenckich kół naukowych. Był także organizatorem i wieloletnim opiekunem naukowym „Studium Zielarstwa i Ziołolecznictwa oraz Racjonalnego Żywienia” Uniwersytetu Trzeciego Wieku działającego przy Uniwersytecie Śląskim i Śląskim Uniwersytecie Medycznym w Katowicach. 

## Wyróżnienia i nagrody
Za swoją działalność Krzysztof Jędrzejko został wyróżniony licznymi nagrodami naukowymi i dydaktyczno-wychowawczymi przez rektorów UŚ oraz ŚUM, a także Ministra Zdrowia i Opieki Społecznej. Uhonorowany m.in. Medalem Komisji Edukacji Narodowej, Krzyżami Zasługi – Złotym i Srebrnym, Srebrną Odznaką „Zasłużony w rozwoju Województwa Katowickiego”, Złotą i Srebrną Odznakami Polskiego Towarzystwa Przyrodników im. Kopernika, Srebrną Odznaką „Za zasługi dla Uniwersytetu Śląskiego”. W 2008 roku otrzymał odznakę – „Zasłużony dla Śląskiego Uniwersytetu Medycznego”. Był kilka razy wyróżniany za działalność naukową i dydaktyczną przez Rektora Uniwersytetu Śląskiego (1970–1977). Za działalność naukową otrzymał nagrodę I stopnia, za działalność dydaktyczną nagrody: indywidualną II stopnia oraz zespołową I stopnia przyznane przez Rektora ŚUM. Za działalność dydaktyczno-wychowawczą otrzymał nagrodę indywidualną II stopnia i za działalność naukową – nagrodę zespołową II stopnia MZiOS, a w 2007 nagrodę zespołową III stopnia przyznaną przez Rektora ŚUM za autorstwo nowatorskiego podręcznika akademickiego Rośliny kosmetyczne. Kapituła Medalu im. Profesora Bolesława Hryniewieckiego (PTB) uhonorowała Jędrzejkę tym zaszczytnym wyróżnieniem podczas uroczystego otwarcia 54 Zjazdu Polskiego Towarzystwa Botanicznego 4 września 2007 r.  w Szczecinie „Za silne zaangażowanie w popularyzację wiedzy botanicznej szczególnie z obszaru botaniki stosowanej oraz nasycenie jej poezją”. W 2008 r. otrzymał Nagrodę Miasta Sosnowca w dziedzinie kultury za 2007 r. – „Za dorobek publicystyczno-naukowy”, a w 2008 r. otrzymał Honorowe Wyróżnienie „Platan 2008” przyznane przez  Zarząd Miłośników Historii i Zabytków Kóz: „Z szacunkiem i wdzięcznością, dla podtrzymania pamięci o ludziach, którzy swoim zaangażowaniem, pracą i postawą przyczyniają się do pomnażania dobra Małej Ojczyzny”. Jest także honorowym członkiem Polskiej Izby Zielarsko-Medycznej i Drogeryjnej oraz Polskiego Towarzystwa Aromaterapeutycznego.

## Poezja
Krzysztof Jędrzejko jest autorem tomu wierszy W blasku słońca – w poświacie księżyca (Sosnowiec 2007) oraz ma udział twórczy w zbiorze poetów botaników Wyglądając poza zieleń (Suwałki 1998). Publikował także liczne utwory (ok. 60) w Kurierze Miejskim (Sosnowiec) w serii „Zioła i Poezja” - oraz w innych czasopismach.